# Marquard Kruse von Sande

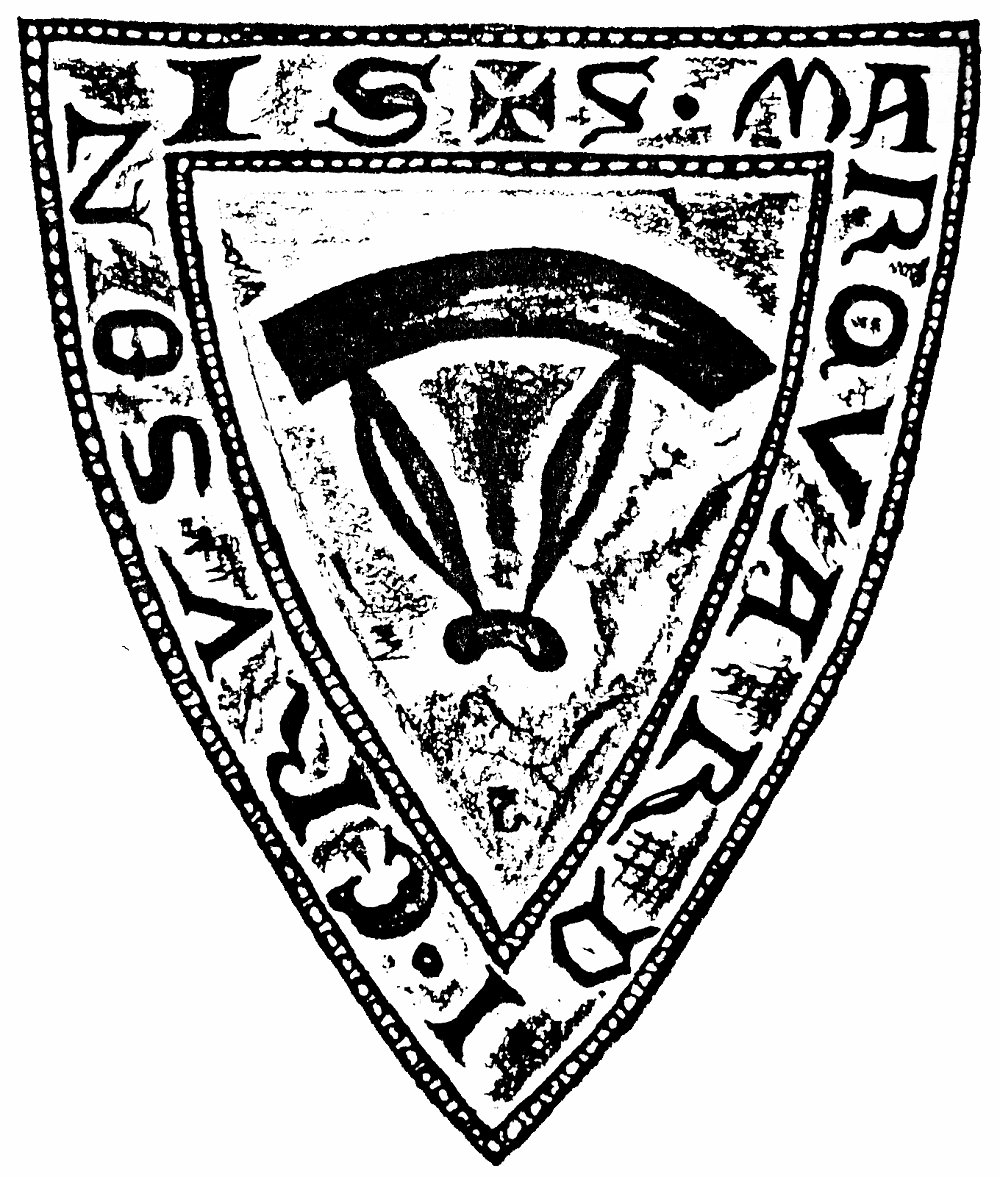
Siegel mit dem Familienwappen

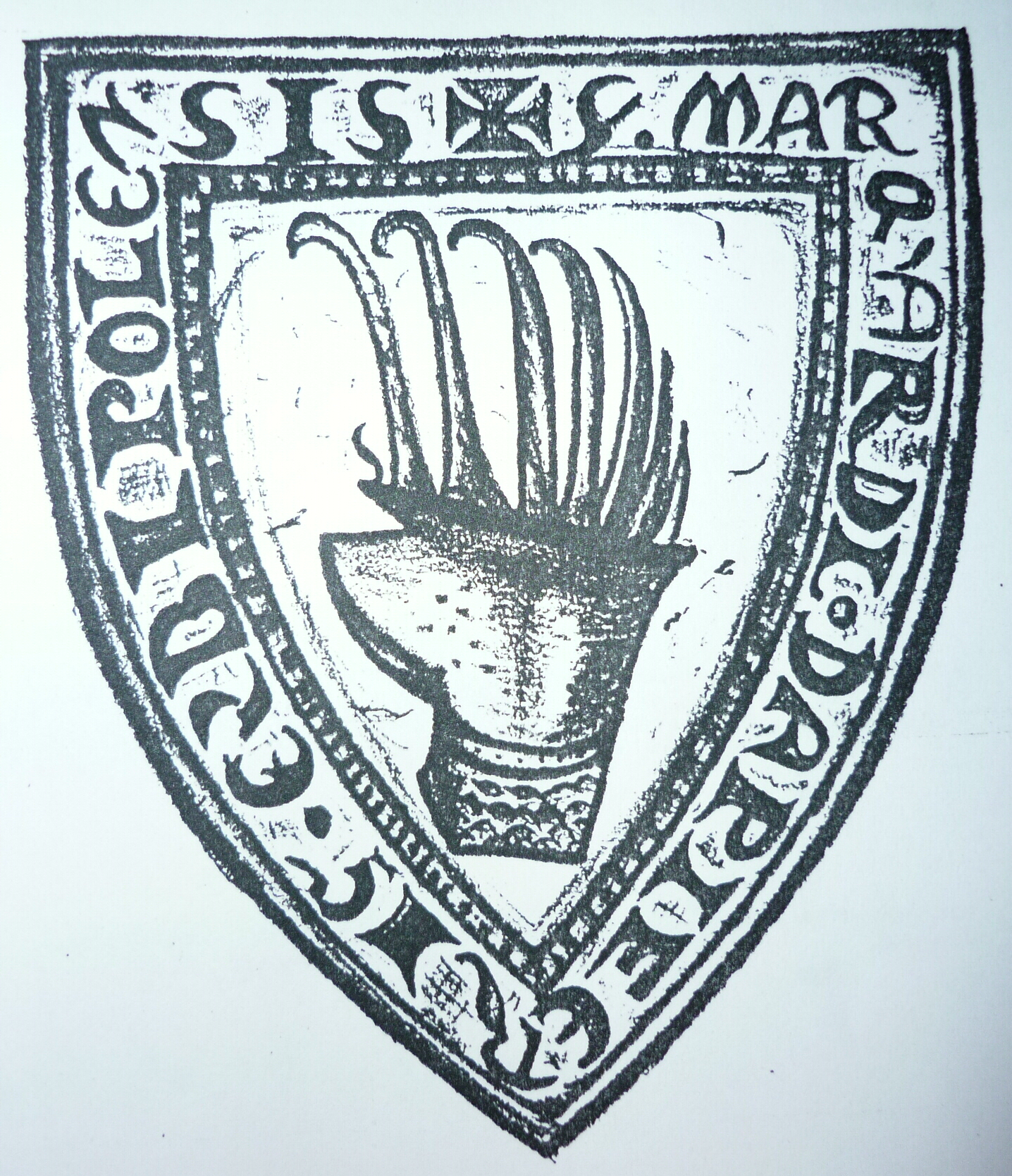
Amtssiegel als Truchsess

Marquard Kruse von Sande († vor 1267) war ein Ritter und gleichzeitig Würzburger Bürger aus der Familie von Sande und als Truchsess des Würzburger Bischofs Iring von Reinstein-Homburg Schlichter von Konflikten zwischen Bischof und den Würzburger Bürgern, 1265 gemeinsam mit Albertus Magnus.

## Leben
Marquard Kruse von Sande war der Sohn des gleichnamigen Ritters Marquard Kruse von Sande und mit Lutgard von Heidingsfeld verehelicht. Aus dieser Ehe gingen die Kinder Marquard, Rutger, Gisela und Mergard hervor. Er ist urkundlich in der Zeit von 1245 bis 1265 nachweisbar. In der Sander-Vorstadt, heute Teil Würzburgs, gehörte ihm ein größeres Rittergut, bezeichnet als Curia Crusonis. Weitere Besitzungen befanden sich auch in Randersacker und Gerbrunn. Seinen Sitz „Curia Crusonis“ trat er zu Lebenszeiten zusammen mit seiner Schwester Jutta an den Johanniterorden ab. Jutta hatte nach dem Tode ihres Gatten, des Ritters Friedrich von Krensheim, dessen Erbe angetreten. Als Zeuge siegelte Marquard im Auftrag des Bischofs in einer Reihe von Urkunden. Er trat auch mehrfach vermittelnd bei Konflikten auf, so auch 1265 zusammen mit Albertus Magnus bei einem Streit zwischen Bischof und den Bürgern Würzburgs. Die in der Stadt ausgebrochenen Kampfhandlungen wurden durch einen Vertrag am 26. August 1265 beendet.
Im Hinblick auf den Dienst für Bischof Iring von Reinstein-Homburg ist auch auf die in das Jahr 1254 datierte Sage von der Belagerung der Burg Altenstein durch den Bischof und seine Ritter zu verweisen, bei der Bischof Iring angeblich seine Nase eingebüßt hatte. Diese Sage ist historisch zwar nicht im Wortlaut belegbar, ihre politischen Hintergründe sind jedoch durch Quellen ausreichend stützbar.

## Siegel
Marquard Kruse verfügte über ein Familiensiegel, welches das Wappen derer von Sande mit dem Radviertel wiedergibt. Die Inschrift lautet: „S(igillum) * Marquardi * Crusonis +.“ Als Truchsess siegelte er mit einem Siegel, welches einen Topfhelm mit Flug darstellt. Die Inschrift lautet hier: „S(igillum)* Marquardi* Dapiferis* Erbipolensis +“.